# Nkawkaw

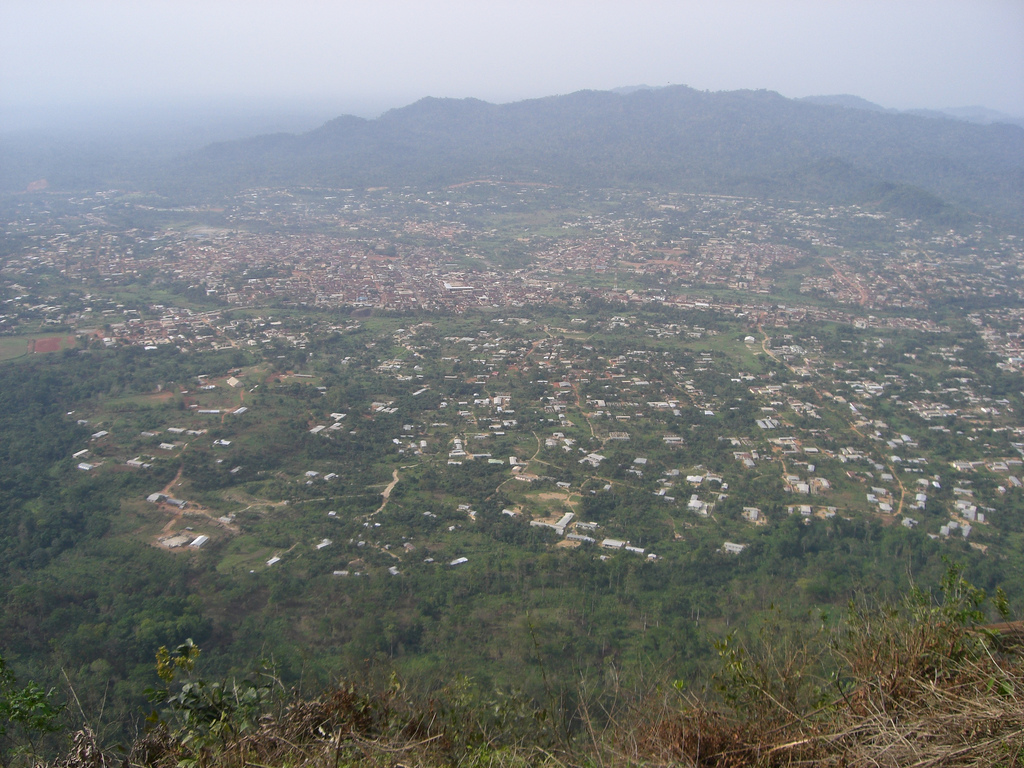
Nkawkaw

Nkawkaw is een plaats in Ghana (regio Eastern). De plaats telt 43 703 inwoners (census 2000). De stad ligt naast de snelweg van Accra naar Kumasi, alsook aan de voet van het Kwahu-gebergte. Ieder jaar met Pasen wordt 4 dagen lang (donderdag tot zondag) een groot festival gehouden, waarbij er iedere avond muziek gespeeld wordt in de stadjes van het Kwahugebergte en je kan paragliden vanaf Obo tot op het voetbalveld van Nkawkaw. Het busstation 'new station', ligt een kleine kilometer van het centrum verwijderd, op de weg richting Accra. Het taxistation ligt in het centrum. Nkawkaw wordt vaak gebruikt als uitvalsbasis om het Kwahu-gebergte (Nkwatia, Mpraeso, ...) te bezoeken. Er is een beperkte selectie hotels.

## Geboren in Nkawkaw
- George Boateng (1975), voetballer
- Raphael Dwamena (1995-2023), voetballer